# Rodrigo Melo
Rodrigo Iñaki Melo (Argentina; 24 de septiembre de 1995) es un futbolista argentino. Juega como volante central y su equipo actual es Deportivo Cuenca.

## Trayectoria
En Argentina estuvo en Comunicaciones de Buenos Aires, Ferro y Estudiantes de Caseros (Buenos Aires).
En 2022 fichó por Deportivo Cuenca de la Serie A de Ecuador.
Se fue cedido a Atlético Tucumán en el 2024.
En junio de 2025, Atlético Tucumán no hizo uso de la opción de compra y regresó a Deportivo Cuenca.

## Estadísticas
Actualizado el 30 de abril de 2025.
| Comunicaciones Argentina |                     |                     |     |   |   |   |   |   |   |   |    |     |   |   |
| 3.ª | 2016                | 5                   | 0   | 0 | 0 | 0 | 0 | — | — | — | 5  | 0   | 0 |   |
| 3.ª | 2016-17             | 44                  | 0   | 0 | 0 | 0 | 0 | — | — | — | 44 | 0   | 0 |   |
| 3.ª | 2017-18             | 32                  | 0   | 0 | 0 | 0 | 0 | — | — | — | 32 | 0   | 0 |   |
| Total | Total               | 81                  | 0   | 0 | 0 | 0 | 0 | 0 | 0 | 0 | 81 | 0   | 0 |   |
| Ferro Argentina |                     |                     |     |   |   |   |   |   |   |   |    |     |   |   |
| 2.ª | 2018-19             | 12                  | 0   | 0 | 0 | 0 | 0 | — | — | — | 12 | 0   | 0 |   |
| Total | Total               | 12                  | 0   | 0 | 0 | 0 | 0 | 0 | 0 | 0 | 12 | 0   | 0 |   |
| Deportivo Cuenca · Ecuador |                     |                     |     |   |   |   |   |   |   |   |    |     |   |   |
| 1.ª | 2022                | 28                  | 1   | 0 | 1 | 0 | 0 | — | — | — | 29 | 1   | 0 |   |
| 1.ª | 2023                | 27                  | 0   | 0 | — | — | — | 1 | 0 | 0 | 28 | 0   | 0 |   |
| 1.ª | 2024                | 14                  | 0   | 1 | 0 | 0 | 0 | 1 | 0 | 1 | 15 | 0   | 2 |   |
| Total | Total               | 69                  | 1   | 1 | 1 | 0 | 0 | 2 | 0 | 1 | 72 | 1   | 2 |   |
| Atlético Tucumán Argentina |                     |                     |     |   |   |   |   |   |   |   |    |     |   |   |
| 1.ª | 2024                | 13                  | 0   | 0 | 0 | 0 | 0 | — | — | — | 13 | 0   | 0 |   |
| 1.ª | 2025                | 8                   | 0   | 0 | 1 | 0 | 0 | — | — | — | 9  | 0   | 0 |   |
| Total | Total               | 21                  | 0   | 0 | 1 | 0 | 0 | 0 | 0 | 0 | 22 | 0   | 0 |   |
| Total en su carrera | Total en su carrera | Total en su carrera | 183 | 1 | 1 | 2 | 0 | 0 | 2 | 0 | 1  | 187 | 1 | 2 |
| (1) La copa nacional se refiere a la Copa Argentina, Copa Ecuador y Supercopa Argentina . (2) La copa internacional se refiere a la Copa Sudamericana, Recopa Sudamericana, Copa Libertadores y Copa Suruga Bank. (3) Promedio de goles recibidos por partidos no incluye goles recibidos en partidos amistosos. |                     |                     |     |   |   |   |   |   |   |   |    |     |   |   |